# Nati il 9 ottobre
| Questa pagina contiene informazioni ricavate automaticamente dalle voci biografiche con l'ausilio del template Bio e di un bot. L'aggiornamento è periodico e automatico e ricostruisce completamente la pagina. Se manca una persona in questa lista, sei pregato di non aggiungerla, ma accertati piuttosto che la sua voce biografica contenga il template Bio e che i dati anagrafici siano correttamente compilati. Se il template Bio manca, inseriscilo tu stesso o, in alternativa, metti l'avviso {{tmp\|Bio}} che ne segnala la mancanza. Se i dati riportati sono sbagliati, correggi direttamente la voce biografica; le modifiche saranno visibili in questa lista entro pochi giorni. Per chiarimenti vedi il progetto biografie. La lista contiene solo le 1.104 persone che sono citate nell'enciclopedia e per le quali è stato implementato correttamente il template Bio. Pagina aggiornata al 17 ago 2025. |

## III secolo a.C.(1)
- 210 a.C. - Tolomeo V, sovrano egizio († 180 a.C.)

## XII secolo(1)
- 1200 - Isabella di Pembroke, nobile britannica († 1240)

## XIII secolo(3)
- 1201 - Robert de Sorbon, teologo francese († 1274)
- 1221 - Salimbene de Adam, religioso, storico e scrittore italiano († 1288)
- 1261 - Dionigi del Portogallo, re portoghese († 1325)

## XIV secolo(1)
- 1328 - Pietro I di Cipro, re († 1369)

## XV secolo(3)
- 1413 - Tebaldo Ordelaffi, nobile italiano († 1425)
- 1441 - Ulrich Fugger il Vecchio, banchiere e mercante tedesco († 1510)
- 1475 - Giovanni Piccolomini, cardinale e arcivescovo cattolico italiano († 1537)

## XVI secolo(8)
- 1504 - Aimone Cravetta, giurista italiano († 1569)
- 1524 - Ottavio Farnese, duca italiano († 1586)
- 1532 - Francisco de Moncada y Cardona, nobile, politico e militare spagnolo († 1594)
- 1534 - Guru Ram Das († 1581)
- 1556 - Cunegonda Jakobäa del Palatinato-Simmern, nobildonna tedesca († 1586)
- 1581 - Claude-Gaspard Bachet de Méziriac, matematico francese († 1638)
- 1586 - Leopoldo V d'Austria, nobile austriaco († 1632)
- 1593 - Nicolaes Tulp, medico e politico olandese († 1674)

## XVII secolo(12)
- 1605 - Cesare Fracanzano, pittore italiano († 1651)
- 1608 - Bartolomeo Provaglia, architetto italiano († 1672)
- 1618 - Carlo de' Dottori, letterato, drammaturgo e librettista italiano († 1686)
- 1623 - Ferdinand Verbiest, gesuita, missionario e astronomo fiammingo († 1688)
- 1639 - Leandro Colloredo, cardinale italiano († 1709)
- 1663 - Giovanni Mario Crescimbeni, poeta e critico letterario italiano († 1728)
- 1666 - Cristiano Augusto di Sassonia-Zeitz, arcivescovo cattolico e cardinale tedesco († 1725)
- 1669 - Gisella Agnese von Rath, principessa († 1740)
- 1683 - Armand-Louis de Vignerot du Plessis d'Aiguillon, scrittore e nobile francese († 1750)
- 1684 - Cristoforo di Baden-Durlach, principe tedesco († 1723)
- 1693 - Johann Lorenz von Mosheim, storico delle religioni tedesco († 1755)
- 1698 - Giuseppe de Porcaris, musicista italiano († 1772)

## XVIII secolo(39)
- 1702 - Villim Villimovič Fermor, generale russo († 1771)
- 1706 - Jean-Denis Dupré, ballerino francese († 1782)
- 1708 - Louis César de La Baume Le Blanc de La Vallière, militare francese († 1780)
- 1709 - Jean-Baptiste de Belloy-Morangle, cardinale e arcivescovo cattolico francese († 1808)
- 1715 - Mercuriale Prati, vescovo cattolico italiano († 1806)
- 1727 - Johann Wilhelm Hertel, compositore, clavicembalista e violinista tedesco († 1789)
- 1727 - Étienne-Charles de Loménie de Brienne, cardinale, arcivescovo cattolico e politico francese († 1794)
- 1727 - David Murray, II conte di Mansfield, politico britannico († 1796)
- 1733 - Antonio Sandi, incisore italiano († 1817)
- 1735 - Carlo Guglielmo Ferdinando di Brunswick-Wolfenbüttel, generale prussiano († 1806)
- 1745 - Giacomo Rezia, anatomista italiano († 1825)
- 1747 - Francisco Antonio Javier de Gardoqui Arriquíbar, cardinale spagnolo († 1820)
- 1748 - Jacob Adam, incisore austriaco († 1811)
- 1749 - Egid Joseph Karl von Fahnenberg, diplomatico e giudice austriaco († 1827)
- 1751 - Pierre Louis de Lacretelle, giurista francese († 1824)
- 1754 - Angelo Dalmistro, presbitero e letterato italiano († 1839)
- 1754 - Jean-Baptiste Regnault, pittore francese († 1829)
- 1755 - Charles-Louis Bernier, architetto e disegnatore francese († 1830)
- 1756 - John Pitt, II conte di Chatham, politico britannico († 1835)
- 1757 - Carlo X di Francia, sovrano francese († 1836)
- 1760 - Pierre Gaveaux, tenore e compositore francese († 1825)
- 1770 - Amédée Louis Michel Lepeletier, entomologo francese († 1845)
- 1771 - Sewrin, drammaturgo e librettista francese († 1853)
- 1771 - Federico Guglielmo di Brunswick, principe e generale prussiano († 1815)
- 1772 - Rufane Shaw Donkin, politico, militare e nobile britannico († 1841)
- 1777 - Gaspare Bertoni, religioso italiano († 1853)
- 1778 - Pierre-Denis, conte di Peyronnet, politico e magistrato francese († 1854)
- 1782 - Lewis Cass, politico statunitense († 1866)
- 1783 - Luigi de Margherita, avvocato, politico e giurista italiano († 1856)
- 1786 - Julien Guillemot, ufficiale francese († 1866)
- 1787 - William Lewis, scacchista britannico († 1870)
- 1787 - Clément Villecourt, cardinale e vescovo cattolico francese († 1867)
- 1791 - Giacomo Bignotti, vescovo cattolico italiano († 1857)
- 1793 - Heinrich Wilhelm von Hinckeldey, generale tedesco († 1852)
- 1794 - Jean Levaillant, generale francese († 1871)
- 1795 - Ermenegildo Francesconi, ingegnere e funzionario italiano († 1862)
- 1796 - Joseph Bonomi il Giovane, scultore, disegnatore e egittologo inglese († 1878)
- 1800 - José María Melo, politico colombiano († 1860)
- 1800 - Giustino de Jacobis, religioso, vescovo cattolico e santo italiano († 1860)

## XIX secolo(157)
- 1801 - Gioacchino Bellezza, militare italiano († 1887)
- 1801 - Auguste de La Rive, fisico svizzero († 1873)
- 1802 - Niccolò Tommaseo, linguista, scrittore e patriota italiano († 1874)
- 1803 - Emil Remigius Frey, politico svizzero († 1889)
- 1804 - Carlo Fraccacreta, politico italiano († 1863)
- 1808 - Mary Horner Lyell, geologa britannica († 1873)
- 1809 - Antoine-Augustin Préault, scultore francese († 1879)
- 1811 - Federica di Schleswig-Holstein-Sonderburg-Glücksburg, duchessa († 1902)
- 1813 - Georg Waitz, storico e politico tedesco († 1886)
- 1815 - Joseph Girard, politico, avvocato e giudice svizzero († 1890)
- 1818 - Francisco Navarro Villoslada, giornalista, politico e saggista spagnolo († 1895)
- 1819 - Marija Arkad'evna Vjazemskaja, nobildonna russa († 1889)
- 1821 - Giuseppe Saracco, avvocato e politico italiano († 1907)
- 1822 - Jacques Antoine Charles Bresse, ingegnere francese († 1883)
- 1823 - Erasmo Colapietro, politico italiano († 1898)
- 1823 - Teresa di Sassonia-Altenburg, principessa tedesca († 1915)
- 1823 - Mary Ann Shadd Cary, attivista, educatrice e scrittrice statunitense († 1893)
- 1824 - Carlo Ademollo, pittore italiano († 1911)
- 1826 - José Morgades y Gili, vescovo cattolico spagnolo († 1901)
- 1826 - Pietro Pedranzini, patriota italiano († 1903)
- 1827 - Carlo Padiglione, bibliotecario, storico e araldista italiano († 1921)
- 1830 - Vittorio Arminjon, ammiraglio, esploratore e scrittore italiano († 1897)
- 1830 - Leopoldo Bianchini, fantino italiano († 1884)
- 1830 - Harriet Hosmer, scultrice statunitense († 1908)
- 1832 - Leonardo Tommasi, magistrato e politico italiano († 1905)
- 1833 - Eugen Langen, inventore tedesco († 1895)
- 1835 - Camille Saint-Saëns, compositore, pianista e organista francese († 1921)
- 1836 - Giuseppe Lanzara, avvocato e politico italiano († 1907)
- 1836 - Joseph di Riquet de Caraman-Chimay, diplomatico e politico belga († 1892)
- 1838 - Walter Buller, avvocato, naturalista e ornitologo neozelandese († 1906)
- 1839 - Paolo II Demidoff, nobile e imprenditore russo († 1885)
- 1839 - Alfonso Vastarini Cresi, politico italiano († 1902)
- 1840 - Simeon Solomon, pittore inglese († 1905)
- 1841 - Agostina Segatori, modella italiana († 1910)
- 1842 - Coriolano Ponza di San Martino, generale, politico e saggista italiano († 1926)
- 1843 - Christian Christiansen, fisico danese († 1917)
- 1843 - Emilio Perrone, politico italiano († 1916)
- 1844 - Tommaso Juglaris, pittore italiano († 1925)
- 1845 - Erwin Rohde, filologo classico tedesco († 1898)
- 1846 - Holger Drachmann, poeta e drammaturgo danese († 1908)
- 1847 - Stephanus Jacobus du Toit, politico e religioso sudafricano († 1911)
- 1848 - Antonio Curri, architetto, decoratore e pittore italiano († 1916)
- 1848 - Frank Duveneck, pittore statunitense († 1919)
- 1848 - Caroline Alice Elgar, poetessa e scrittrice inglese († 1920)
- 1848 - Ignazio Efrem II Rahmani († 1929)
- 1848 - Ethelbert Talbot, vescovo anglicano statunitense († 1928)
- 1849 - Johan August Brinell, ingegnere svedese († 1925)
- 1849 - Henry Renny-Tailyour, militare, rugbista a 15 e atleta scozzese († 1920)
- 1849 - Margaret Alice Lili de Windt, nobile inglese († 1936)
- 1851 - Arturo Colautti, giornalista, scrittore e librettista italiano († 1914)
- 1852 - Hermann Emil Fischer, chimico tedesco († 1919)
- 1852 - Marie-Félix-Hippolyte Lucas, pittore francese († 1925)
- 1855 - Pierre Chappuis, fisico svizzero († 1916)
- 1856 - Désiré Georges Jean Marie Bois, botanico e agronomo francese († 1946)
- 1856 - Luigi Borsarelli di Rifreddo, imprenditore e politico italiano († 1936)
- 1856 - Sylvain Dupuis, compositore, direttore d'orchestra e oboista belga († 1931)
- 1857 - Silvio Bernicoli, bibliotecario italiano († 1936)
- 1857 - Ivo Vojnović, scrittore dalmata († 1929)
- 1858 - Pietro Mandré, poeta e tipografo italiano († 1938)
- 1858 - Gerard Philips, imprenditore olandese († 1942)
- 1858 - Michele Idvorsky Pupin, fisico e chimico serbo († 1935)
- 1859 - James Albert Bonsack, inventore statunitense († 1924)
- 1859 - Alfonso Del Re, matematico italiano († 1921)
- 1859 - Alfred Dreyfus, militare francese († 1935)
- 1860 - Leonard Wood, medico, generale e politico statunitense († 1927)
- 1861 - Alfonso Bertoldi, scrittore italiano († 1936)
- 1862 - Fatma Aliye Topuz, scrittrice turca († 1936)
- 1863 - Emil Eichhorn, giornalista e politico tedesco († 1925)
- 1863 - Albert Charles Seward, botanico e geologo britannico († 1941)
- 1863 - Aleksandr Il'ič Ziloti, pianista e direttore d'orchestra russo († 1945)
- 1864 - Maud Watson, tennista britannica († 1946)
- 1866 - Philippe Berthelot, diplomatico francese († 1934)
- 1866 - Nazikeda Kadin, principessa abcasa († 1941)
- 1867 - Hetty Pettigrew, modella e scultrice britannica († 1953)
- 1868 - Carla Celesia di Vegliasco, pittrice italiana († 1939)
- 1869 - Aimé Auguste Cotton, fisico francese († 1951)
- 1870 - Giuseppe Genoese Zerbi, politico italiano († 1930)
- 1871 - Friedrich Seeberg, astronomo e esploratore russo († 1902)
- 1873 - Carl Flesch, violinista ungherese († 1944)
- 1873 - Karl Schwarzschild, matematico, astronomo e astrofisico tedesco († 1916)
- 1874 - Charles L'Eplattenier, architetto, pittore e scultore svizzero († 1946)
- 1876 - Damodar Dharmananda Kosambi, indologo indiano († 1946)
- 1876 - Sol Plaatje, scrittore sudafricano († 1932)
- 1877 - Pëtr Savvič Utkin, pittore russo († 1934)
- 1878 - Amanto Di Fausto, politico italiano († 1933)
- 1878 - Alceo Dossena, scultore e falsario italiano († 1937)
- 1878 - Robert Warwick, attore statunitense († 1964)
- 1878 - Maria Gabriella in Baviera, principessa tedesca († 1912)
- 1879 - Chen Duxiu, politico cinese († 1942)
- 1879 - Max von Laue, fisico e cristallografo tedesco († 1960)
- 1879 - George Pattullo, scrittore e sceneggiatore canadese († 1967)
- 1881 - Maurice Hochepied, nuotatore e pallanuotista francese († 1960)
- 1881 - Victor Klemperer, filologo e scrittore tedesco († 1960)
- 1881 - Louise Paget, filantropa britannica († 1958)
- 1881 - Carlo Reina, militare italiano († 1935)
- 1881 - Mario Roselli Cecconi, militare italiano († 1939)
- 1882 - Ugo Pellis, letterato e fotografo italiano († 1943)
- 1883 - Maria Filotti, attrice e regista teatrale rumena († 1956)
- 1883 - Konstantin Ėggert, attore sovietico († 1955)
- 1884 - Helene Deutsch, psicoanalista austriaca († 1982)
- 1884 - Pio Vanzi, regista, sceneggiatore e giornalista italiano († 1957)
- 1885 - Thor Ericsson, calciatore svedese († 1975)
- 1885 - Ezio Maria Gray, politico, giornalista e saggista italiano († 1969)
- 1885 - Carl Silfverstrand, ginnasta, astista e lunghista svedese († 1975)
- 1885 - Tito Vezio Zapparoli, agronomo italiano († 1943)
- 1886 - Leopoldo Baracco, avvocato e politico italiano († 1966)
- 1886 - Rube Marquard, giocatore di baseball e allenatore di baseball statunitense († 1980)
- 1887 - Vito Cosimo Basile, poeta e scrittore italiano († 1958)
- 1887 - Harald Johansen, calciatore norvegese († 1965)
- 1887 - Manuel Ortiz de Zárate, pittore cileno († 1946)
- 1887 - Eino Saastamoinen, ginnasta finlandese († 1946)
- 1887 - Arnaldo Silva, politico e antifascista italiano († 1938)
- 1887 - Attilio Trerè, calciatore italiano († 1943)
- 1888 - Nikolaj Ivanovič Bucharin, rivoluzionario e politico russo († 1938)
- 1888 - Irving Cummings, regista, attore e sceneggiatore statunitense († 1959)
- 1888 - Hank Patterson, attore statunitense († 1975)
- 1889 - Guido Picelli, politico, antifascista e militare italiano († 1937)
- 1889 - Guido Trentini, pittore italiano († 1975)
- 1890 - Gyula Dobó, calciatore ungherese († 1955)
- 1891 - Kurt von Tippelskirch, generale tedesco († 1957)
- 1892 - Ivo Andrić, scrittore e diplomatico bosniaco († 1975)
- 1892 - Johannes Theodor Baargeld, artista e scrittore tedesco († 1927)
- 1892 - Robert P. Kerr, regista, attore e sceneggiatore statunitense († 1960)
- 1892 - Harry Dexter White, economista statunitense († 1948)
- 1892 - Renato Ziggiotti, presbitero e educatore italiano († 1983)
- 1893 - Heinrich George, attore tedesco († 1946)
- 1893 - Mário de Andrade, scrittore, musicologo e critico letterario brasiliano († 1945)
- 1894 - Eugene Bullard, aviatore statunitense († 1961)
- 1894 - Agnes von Krusenstjerna, scrittrice svedese († 1940)
- 1894 - Ernest McFarland, politico statunitense († 1984)
- 1894 - Nicola Moscardelli, poeta, scrittore e esoterista italiano († 1943)
- 1894 - Eva Prout, attrice statunitense († 1980)
- 1895 - Ivan Stepanovič Jumašev, ammiraglio e politico sovietico († 1972)
- 1895 - Michele Morsero, militare e prefetto italiano († 1945)
- 1896 - David Tennant Cowan, generale britannico († 1983)
- 1896 - Herbert-Ernst Vahl, generale tedesco († 1944)
- 1897 - Tōyō Mitsunobu, ammiraglio giapponese († 1944)
- 1898 - Heinrich Behnke, matematico tedesco († 1979)
- 1898 - Hans Källner, generale tedesco († 1945)
- 1898 - Eliane Montel, chimica e fisica francese († 1993)
- 1898 - Tawfiq al-Hakim, scrittore egiziano († 1987)
- 1899 - Bruce Catton, giornalista e storico statunitense († 1978)
- 1899 - Alain Laubreaux, giornalista e scrittore francese († 1968)
- 1899 - Giuseppe Sparzani, militare italiano († 1964)
- 1899 - Giovanni Battista Stucchi, partigiano, politico e avvocato italiano († 1980)
- 1899 - Arthur Studenroth, mezzofondista statunitense († 1992)
- 1899 - Karel Čipera, calciatore cecoslovacco († 1981)
- 1900 - Mario Ardissone, calciatore italiano († 1975)
- 1900 - Harry Bates, scrittore di fantascienza e curatore editoriale statunitense († 1981)
- 1900 - Victor-Alain Berto, presbitero francese († 1968)
- 1900 - Silvio Cator, lunghista e altista haitiano († 1952)
- 1900 - Henri Lauvaux, mezzofondista francese († 1970)
- 1900 - Antonio Lippi, generale e aviatore italiano († 1957)
- 1900 - Michele Melazzini, banchiere e politico italiano († 1981)
- 1900 - Ismael Nery, pittore brasiliano († 1934)
- 1900 - Alastair Sim, attore britannico († 1976)
- 1900 - Elmer Snowden, suonatore di banjo, direttore d'orchestra e chitarrista statunitense († 1973)

## XX secolo(856)
- 1901 - Ercole Carzino, calciatore e allenatore di calcio italiano († 1980)
- 1901 - Alberto Fermín Zubiría, politico uruguaiano († 1971)
- 1901 - Tomàs Garcés, poeta e traduttore spagnolo († 1993)
- 1901 - Francis Hyland, vescovo cattolico statunitense († 1968)
- 1902 - Francesco Jovine, scrittore, giornalista e saggista italiano († 1950)
- 1902 - Francesco Vecchiacchi, fisico e ingegnere italiano († 1955)
- 1902 - Ladislav Veselský, calciatore cecoslovacco († 1960)
- 1902 - Freddie Young, direttore della fotografia britannico († 1998)
- 1903 - Giuseppe Monegato, artista, pittore e scultore italiano († 1969)
- 1903 - André Mourlon, velocista francese († 1970)
- 1903 - Walter O'Malley, dirigente sportivo statunitense († 1979)
- 1903 - Karel Steklý, regista e sceneggiatore cecoslovacco († 1987)
- 1904 - Wally Brown, attore statunitense († 1961)
- 1904 - Ennio Carando, partigiano e filosofo italiano († 1945)
- 1904 - Conduelo Píriz, calciatore uruguaiano († 1976)
- 1905 - Geoffrey Clough Ainsworth, micologo britannico († 1998)
- 1905 - Roger Edens, compositore statunitense († 1970)
- 1905 - Howard St. John, attore statunitense († 1974)
- 1905 - Ulisse Uslenghi, calciatore e cestista uruguaiano († 1955)
- 1905 - Carlo Verdecchia, pittore italiano († 1984)
- 1906 - Ithell Colquhoun, pittrice, scrittrice e esoterista britannica († 1988)
- 1906 - John Dalrymple, XIII conte di Stair, nobile scozzese († 1996)
- 1906 - Jeanette Loff, attrice e cantante statunitense († 1942)
- 1906 - Ferdinando Scajola, politico italiano († 1962)
- 1906 - Léopold Sédar Senghor, politico e poeta senegalese († 2001)
- 1906 - Wolfgang Staudte, regista cinematografico, sceneggiatore e attore tedesco († 1984)
- 1906 - Sayyid Qutb, politico, filosofo e scrittore egiziano († 1966)
- 1907 - Henry Hunter, attore statunitense († 1985)
- 1907 - Klaes Karppinen, fondista finlandese († 1992)
- 1907 - Jacques Tati, regista, attore e mimo francese († 1982)
- 1907 - Horst Wessel, militare tedesco († 1930)
- 1908 - Werner von Haeften, militare tedesco († 1944)
- 1908 - Daniel McDonald, lottatore e nuotatore canadese († 1979)
- 1908 - Dick Schmüll, allenatore di pallacanestro olandese († 1990)
- 1909 - Donald Coggan, arcivescovo anglicano britannico († 2000)
- 1909 - José Antonio Muñoz Rojas, avvocato, scrittore e poeta spagnolo († 2009)
- 1909 - Miguel White, ostacolista filippino († 1942)
- 1910 - Jack Crayston, allenatore di calcio e calciatore inglese († 1992)
- 1910 - Alexandre Katlama, progettista, militare e cestista russo († 1990)
- 1910 - Johannes-Rudolf Mühlenkamp, militare tedesco († 1986)
- 1911 - Giulio Biglieri, partigiano e bibliotecario italiano († 1944)
- 1911 - Giulio Preti, filosofo italiano († 1972)
- 1911 - Joe Rosenthal, fotografo statunitense († 2006)
- 1912 - Alex Eke, cestista britannico († 2004)
- 1912 - Alberto Giovannini, giornalista e scrittore italiano († 1984)
- 1912 - Adolfo Guido Lavalle, schermidore argentino († 1982)
- 1912 - Helmut Roloff, pianista e insegnante tedesco († 2001)
- 1913 - William Donald Borders, arcivescovo cattolico statunitense († 2010)
- 1913 - John Guedel, conduttore radiofonico e produttore televisivo statunitense († 2001)
- 1913 - Peaches Jackson, attrice statunitense († 2002)
- 1913 - Jack Ragland, cestista statunitense († 1996)
- 1914 - Edward Andrews, attore statunitense († 1985)
- 1914 - Rina Cavallari, mezzosoprano italiano († 2014)
- 1914 - Augusto Ghetti, ingegnere italiano († 1992)
- 1914 - Mario Tadini, militare e aviatore italiano († 1936)
- 1915 - Henner Henkel, tennista tedesco († 1943)
- 1915 - John Rodgers, vescovo cattolico e missionario neozelandese († 1997)
- 1916 - Robert Brubaker, attore statunitense († 2010)
- 1916 - Marcel Lefrancq, fotografo belga († 1974)
- 1916 - Harold Robert Perry, vescovo cattolico statunitense († 1991)
- 1917 - Kusuo Kitamura, nuotatore giapponese († 1996)
- 1917 - Giuseppe Serrini, politico italiano († 1994)
- 1918 - Velma Dunn, tuffatrice statunitense († 2007)
- 1918 - Alla Genrichovna Masevitsj, astronoma sovietica († 2008)
- 1918 - Everett Howard Hunt, agente segreto e scrittore statunitense († 2007)
- 1918 - Lila Kedrova, attrice francese († 2000)
- 1918 - Mario Pavan, entomologo, speleologo e politico italiano († 2003)
- 1918 - Edgard Pisani, funzionario